# Regierung Simonet I
Die Regierung Simonet I war die dritte Regierung der Region Brüssel-Hauptstadt. Sie amtierte vom 14. Juli 1999 bis zum 18. Oktober 2000.
Bei der Wahl 1995 traten Front démocratique des francophones (FDF) und die liberale Parti Réformateur Libéral (PRL) mit einer gemeinsamen Liste an und wurden mit 28 von 65 Sitzen stärkste französischsprachige Partei. Die Regierung wurde gebildet aus zwei französischen Listen PRL-FDF und Parti Socialiste (PS), sowie drei flämischen Parteien Christelijke Volkspartij (CVP), Socialistische Partij (SP) und Volksunie (VU). Charles Picqué, seit 1989 Ministerpräsident, blieb im Amt.
Nach der Wahl 1999 wurde erneut eine 5-Parteien-Koalition gebildet. Die Zusammensetzung blieb weitgehend gleich, bei den flämischen Parteien beteiligte sich statt der VU die Vlaamse Liberalen en Democraten (VLD). Charles Picqué wechselte als Regierungskommissar in die föderale Regierung Verhofstadt I, neuer Ministerpräsident wurde Jacques Simonet (PRL).
Nach dem Rücktritt von Simonet am 17. Oktober 2000, der Bürgermeister von Anderlecht wurde, übernahm François-Xavier de Donnea (PRL) das Amt des Ministerpräsidenten.

## Regierung
Die Regierung setzt sich aus fünf Ministern, einem sprachlich neutralen Ministerpräsidenten und je zwei französisch- bzw. flämischsprachigen Ministern zusammen. Dazu kommen drei Staatssekretäre, die im Gegensatz zu den Ministern Mitglieder des Parlaments sein müssen. Mindestens ein Staatssekretär muss der kleineren Sprachgruppe (der flämischen) angehören.
| Amt | Name                      | Partei | Beginn der Amtszeit | Ende der Amtszeit |
| --- | ------------------------- | ------ | ------------------- | ----------------- |
| Ministerpräsident zuständig für lokale Behörden, Raumordnung, Baudenkmäler und Kulturstätten, Stadterneuerung und wissenschaftliche Forschung | Jacques Simonet           | PRL    | 14. Juli 1999       | 17. Oktober 2000  |
| Minister für öffentliche Arbeiten, Verkehr, Brandbekämpfung und Notfallmedizin                                                                | Jos Chabert               | CVP    | 14. Juli 1999       | 18. Oktober 2000  |
| Minister für Beschäftigung, Wirtschaft, Energie und Wohnungsbau                                                                               | Éric Tomas                | PS     | 14. Juli 1999       | 18. Oktober 2000  |
| Ministerin für Finanzen, Haushalt, den Öffentlichen Dienst und Außenbeziehungen                                                               | Annemie Neyts-Uyttebroeck | VLD    | 14. Juli 1999       | 11. Oktober 2000  |
| Minister für Umwelt, Wasser, Naturschutz, öffentliche Sauberkeit und Außenhandel                                                              | Didier Gosuin             | FDF    | 14. Juli 1999       | 18. Oktober 2000  |
| Staatssekretär für Raumordnung, Stadterneuerung, Baudenkmäler und Kulturstätten sowie bezahlter Personenverkehr                               | Éric André                | PRL    | 14. Juli 1999       | 18. Oktober 2000  |
| Staatssekretär für Mobilität, den Öffentlichen Dienst, Brandbekämpfung und Notfallmedizin                                                     | Robert Delathouwer        | SP     | 14. Juli 1999       | 18. Oktober 2000  |
| Staatssekretär für Wohnungsbau | Alain Hutchinson          | PS     | 14. Juli 1999       | 18. Oktober 2000  |

## Kollegium der französischen Gemeinschaftskommission
Dem Kollegium der französischen Gemeinschaftskommission gehören die französischsprachigen Mitglieder der Regierung an.
| Zuständigkeit | Name             | Partei | Beginn der Amtszeit | Ende der Amtszeit |
| --- | ---------------- | ------ | ------------------- | ----------------- |
| Vorsitzender, zuständig für Bildung, Umschulung und berufliche Weiterbildung, Schülertransport, Zusammenleben der lokalen Kommunen, die Beziehungen mit der französischen Gemeinschaft und Wallonien sowie internationale Beziehungen | Éric Tomas       | PS     | 14. Juli 1999       | 18. Oktober 2000  |
| zuständig für den Öffentlichen Dienst | Jacques Simonet  | PRL    | 14. Juli 1999       | 17. Oktober 2000  |
| zuständig für Gesundheit, Kultur, Tourismus, Sport und Jugend | Didier Gosuin    | FDF    | 14. Juli 1999       | 18. Oktober 2000  |
| zuständig für Berufsbildung der Mittelstands und Behinderte | Éric André       | PRL    | 14. Juli 1999       | 18. Oktober 2000  |
| zuständig für Haushalt, Soziales und Familien | Alain Hutchinson | PS     | 14. Juli 1999       | 18. Oktober 2000  |

## Kollegium der flämischen Gemeinschaftskommission
Dem Kollegium der flämischen Gemeinschaftskommission gehören die flämischensprachigen Mitglieder der Regierung an.
| Funktion     | Name                      | Partei | Beginn der Amtszeit | Ende der Amtszeit |
| ------------ | ------------------------- | ------ | ------------------- | ----------------- |
| Vorsitzender | Robert Delathouwer        | SP     | 14. Juli 1999       | 18. Oktober 2000  |
| Mitglied     | Jos Chabert               | CVP    | 14. Juli 1999       | 18. Oktober 2000  |
| Mitglied     | Annemie Neyts-Uyttebroeck | VLD    | 14. Juli 1999       | 11. Oktober 2000  |

## Kollegium der gemeinsamen Gemeinschaftskommission
Dem Kollegium der gemeinsamen Gemeinschaftskommission gehören der Ministerpräsident und die vier Minister an.
| Zuständigkeit                                                               | Name                      | Partei | Beginn der Amtszeit | Ende der Amtszeit |
| --------------------------------------------------------------------------- | ------------------------- | ------ | ------------------- | ----------------- |
| Vorsitzender                                                                | Jacques Simonet           | PRL    | 14. Juli 1999       | 17. Oktober 2000  |
| gemeinsam zuständig für Gesundheit, Finanzen, Haushalt und Außenbeziehungen | Jos Chabert               | CVP    | 14. Juli 1999       | 18. Oktober 2000  |
| gemeinsam zuständig für Gesundheit, Finanzen, Haushalt und Außenbeziehungen | Didier Gosuin             | FDF    | 14. Juli 1999       | 18. Oktober 2000  |
| gemeinsam zuständig für Personenhilfe und den Öffentlichen Dienst           | Éric Tomas                | PS     | 14. Juli 1999       | 18. Oktober 2000  |
| gemeinsam zuständig für Personenhilfe und den Öffentlichen Dienst           | Annemie Neyts-Uyttebroeck | VLD    | 14. Juli 1999       | 11. Oktober 2000  |

## Umbesetzungen
Annemie Neyts-Uyttebroeck (VLD) trat am 11. Oktober 2000 zurück und wurde Staatssekretärin in der föderalen Regierung Verhofstadt I.